# Cầu Bản Xá
Cầu Bản Xá là một cây cầu bắc qua hồ thủy điện Sơn La tại phường Sông Đà, thị xã Mường Lay, tỉnh Điện Biên, Việt Nam.
Cầu kết nối Quốc lộ 12 với các khu tái định cư, khu hành chính của thị xã Mường Lay, là một phần của tuyến đường Mường Lay – Nậm Nhùn. Khu vực lòng hồ thủy điện nơi cầu bắc qua hiện nay trước đây vốn là một thung lũng hẹp nơi có suối Nậm Lay chảy qua.
Cầu Bản Xá có chiều dài 670 m, mặt cầu rộng 9 m, đáp ứng hai làn xe lưu thông. Công trình được khởi công vào tháng 3 năm 2009 và thông xe kỹ thuật vào ngày 6 tháng 10 năm 2011.